# Villa Lodén

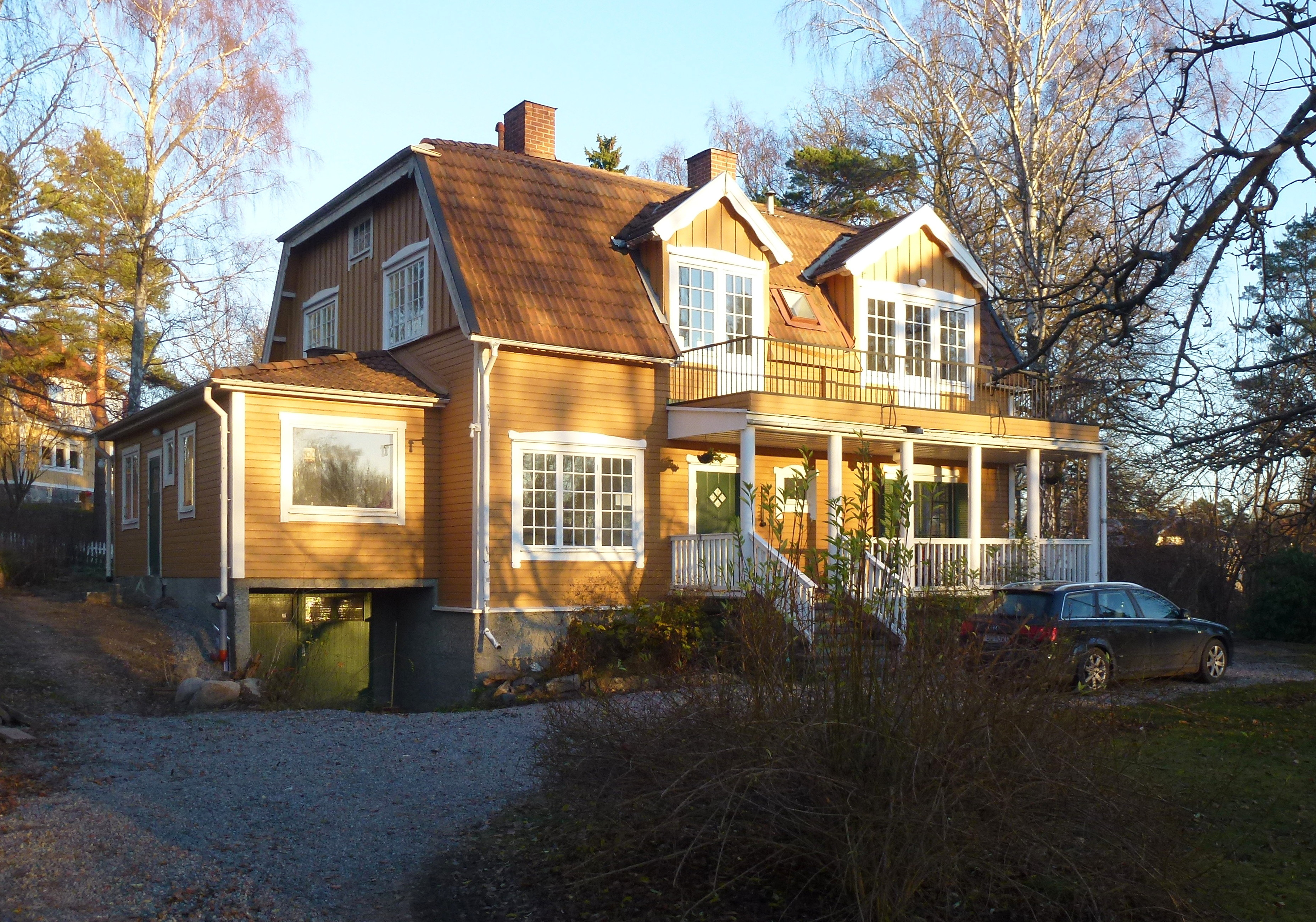
Villa Lodén, Storängens första villa, John Lodéns väg 15, november 2013.

Villa Lodén (även Villa Gullviva) är en byggnad vid John Lodéns väg 15 i Storängen, Nacka kommun. Villan var den första som 1904 uppfördes i det nya villasamhället Storängen. Beställaren var en av Storängens grundare, vice häradshövdingen John Lodén.

## Historik
Storängens villasamhälle grundades år 1904 av Tjänstemännens egnahemsförening och lockade till sig inte bara tjänstemän från övre medelklass utan även universitetslärare, direktörer, konstsamlare och konstnärer. Den nyöppnade järnvägen Stockholm-Saltsjön (Saltsjöbanan) med sin snabba trafikförbindelse till och från Stockholm och hållplats i Storängen bidrog till att villasamhället blev attraktivt.
Den första villan som uppfördes var Villa Lodén, som började byggas den 30 juni 1904. Under 1904 blev de sex första villorna färdiga. Villa Lodén är ett 1½-plans trähus med stor altan och står med sin långsida mot gatan, som ursprungligen hette Duvnäsvägen. Senare har vägen fått namnet John Lodéns väg, efter villans byggherre. Lodén anses vara Storängens egentliga grundare. Han var ordförande vid de arbeten som föregick egnahemsföreningens bildande och även dess ordförande under de tio första åren. Villans arkitekt är okänd. Huset har vid ett senare tillfälle byggts till mot norra gaveln.
Grannvillan, Villa Borell vid John Lodéns väg 17, beställdes av riksgäldskommissarien Tor Borell och hörde också till de första villorna i området. Även Tor Borell var en av föreningens grundare.